# Андо, Тадао
Тада́о А́ндо (яп. 安藤忠雄 Андо: Тадао, родился 13 сентября 1941 года в Осаке) — японский архитектор, лауреат Притцкеровской премии, последователь архитектурного минимализма и интернационального стиля. Стиль Андо был охарактеризован как «критический регионализм». Кавалер Золотой медали Американского института архитектуры (2002).

## Биография
Тадао Андо не получил систематического художественного и архитектурного образования. Он работал водителем грузовика, был боксёром. Специализированного архитектурного образования не получил. В 1969 году Андо основал архитектурную мастерскую «Tadao Ando Architects & Associates». В 1995 году награждён Притцкеровской премией за высокие индивидуальные достижения в области архитектуры. Всю премию ($100 000) Андо пожертвовал в пользу пострадавших от землетрясения 1995 года в Кобе.

## Характеристика стиля

#### Ранние работы
Его работы известны как пример использования естественного света, а также воссозданием натуральных ландшафтных форм в архитектуре. Его сооружения часто характеризуются сложными трёхмерными путями циркуляции, которые переплетаются с внешним и внутренним пространством, образуя крупные фигуры.
Известным проектом является здание «Дом Адзума», монолитный бетонный двухэтажный дом, завершённый в 1976 году. В этой ранней работе был обозначен его будущий стиль. Дом состоит из трёх секций: две закрытые части здания разделены открытым двором.
Жилой комплекс в районе Рокко, недалеко от Кобе, представляет собой сложный лабиринт террас, атриумов и балконов. Дизайн Rokko Housing One (1983) и Rokko Housing Two (1993) иллюстрирует использование традиционных архитектурных приёмов — твёрдых и мягких материалов, контраста света и темноты, противостояния открытого и закрытого пространств. Примечательно, что эти кластерные здания устояли при землетрясениях 1995 года в Кобе.

#### Тадао Андо и реджтонализм
Как представитель реджионализма в архитектуре, Тадао Андо пытается использовать национальные элементы в архитектуре современных зданий. По его мнению, архитектор должен следовать естественному ландшафту, а не менять его. В интерьерах он использует возможности естественного и искусственного освещения (Церковь Света, 1989)

## Основные работы
- частный дом в Осаке
- дом Хосино
- комплекс Рокко — блочные дома
- дом Китосани
- Храмы: церковь на воде 1988 года, Храм света, Храм воды 1991 года
- Музей современного искусства на Наосиме
- «Фабрика» в Венеции для Бенеттона
- дом 4х4
- Здание Пулитцеровского центра искусств в Миссури, США, 2001
- Выставочный зал в музее Сикоку-мура
- реконструкция Палаццо Грасси (2005)

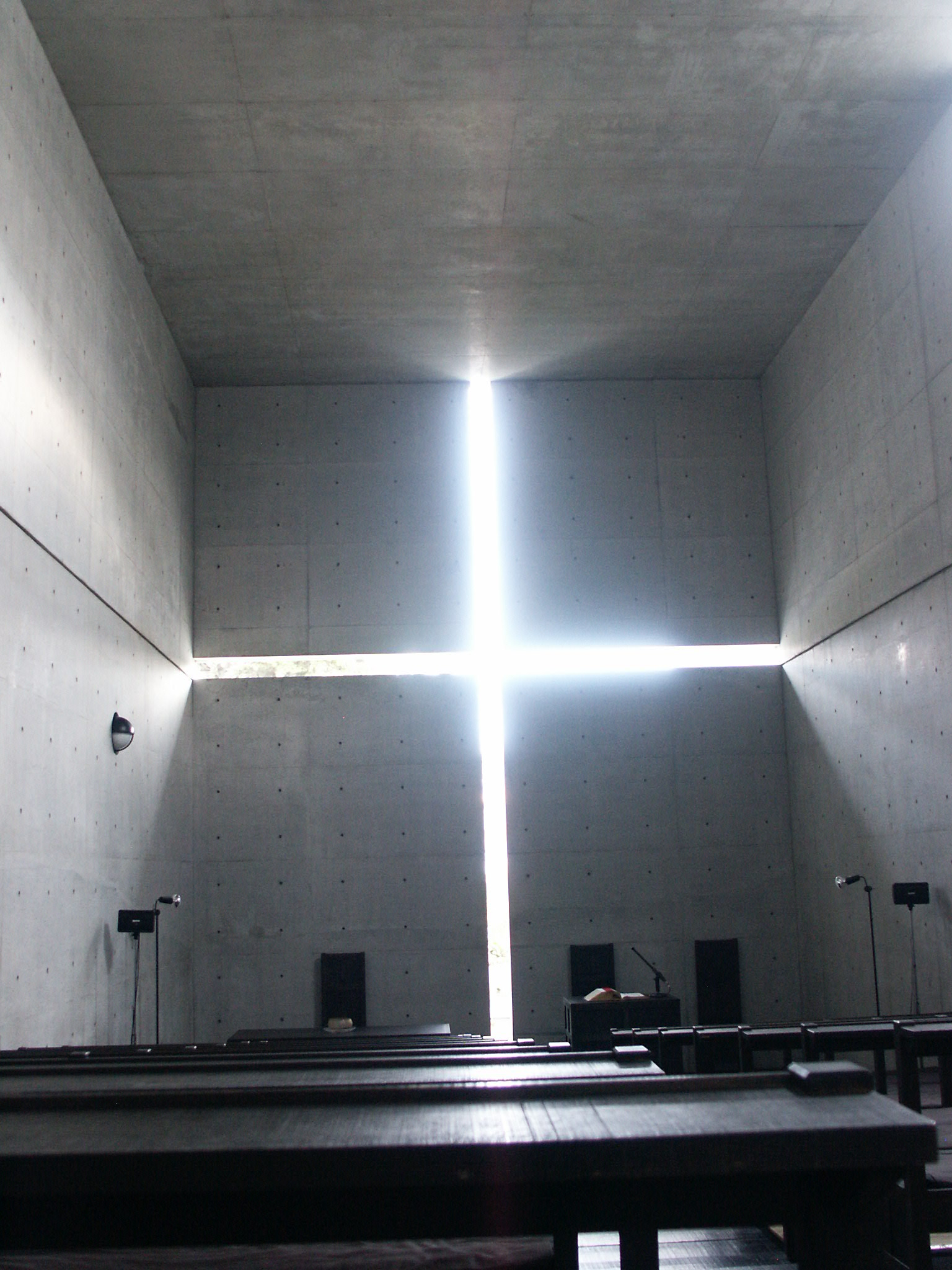
Церковь Света, 1989
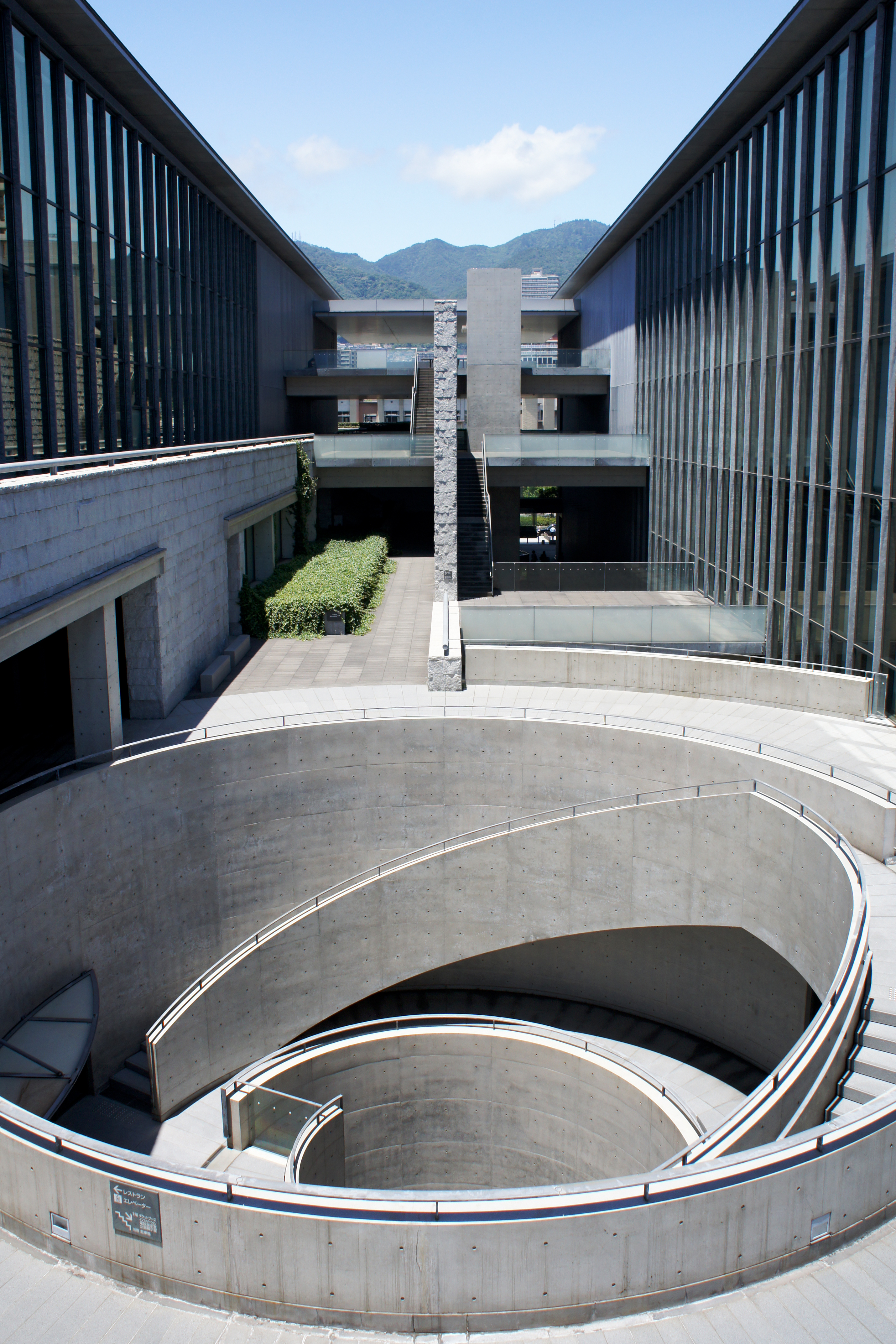
Художественный музей префектуры Хёго, Кобэ
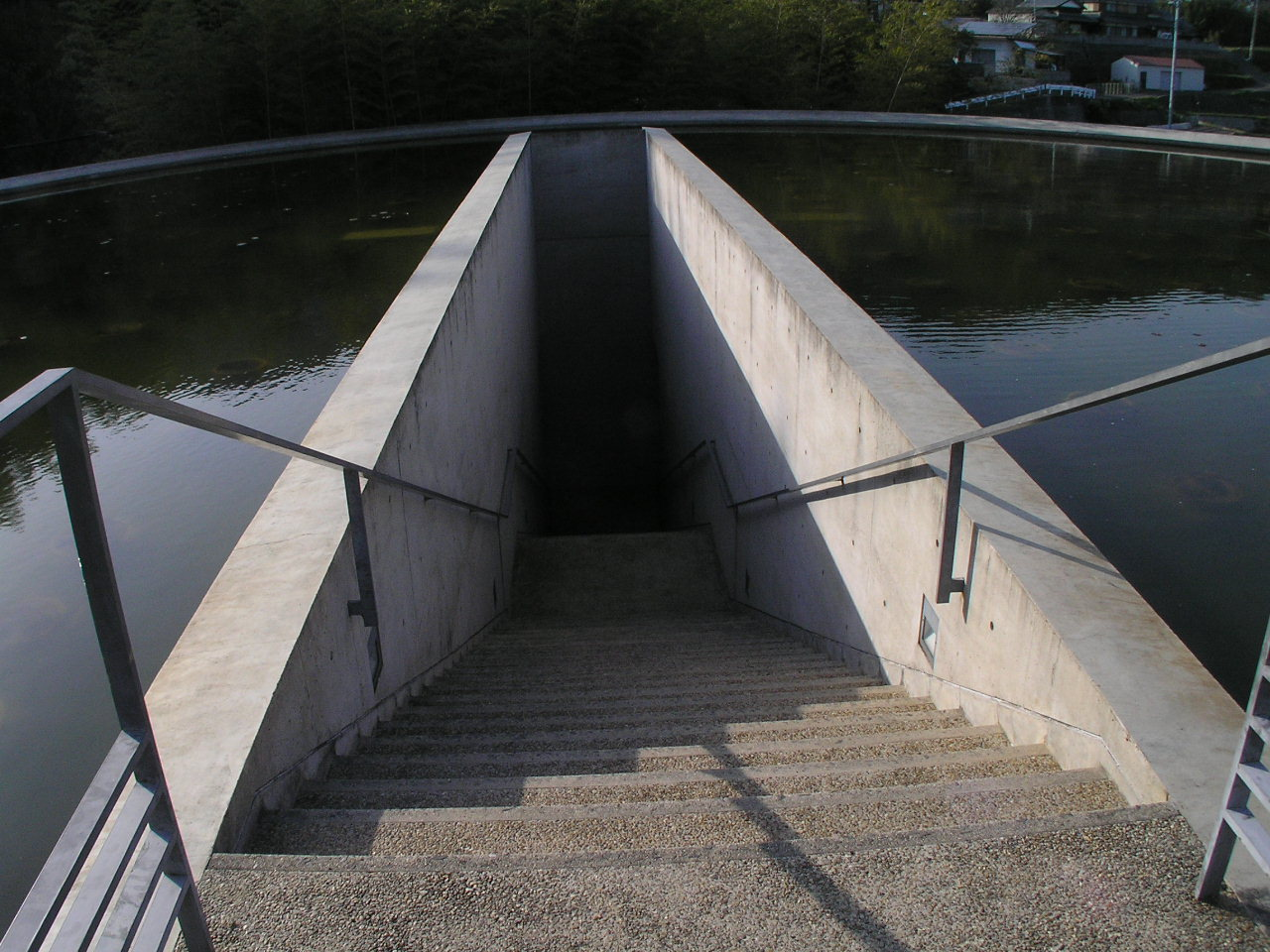
Храм воды
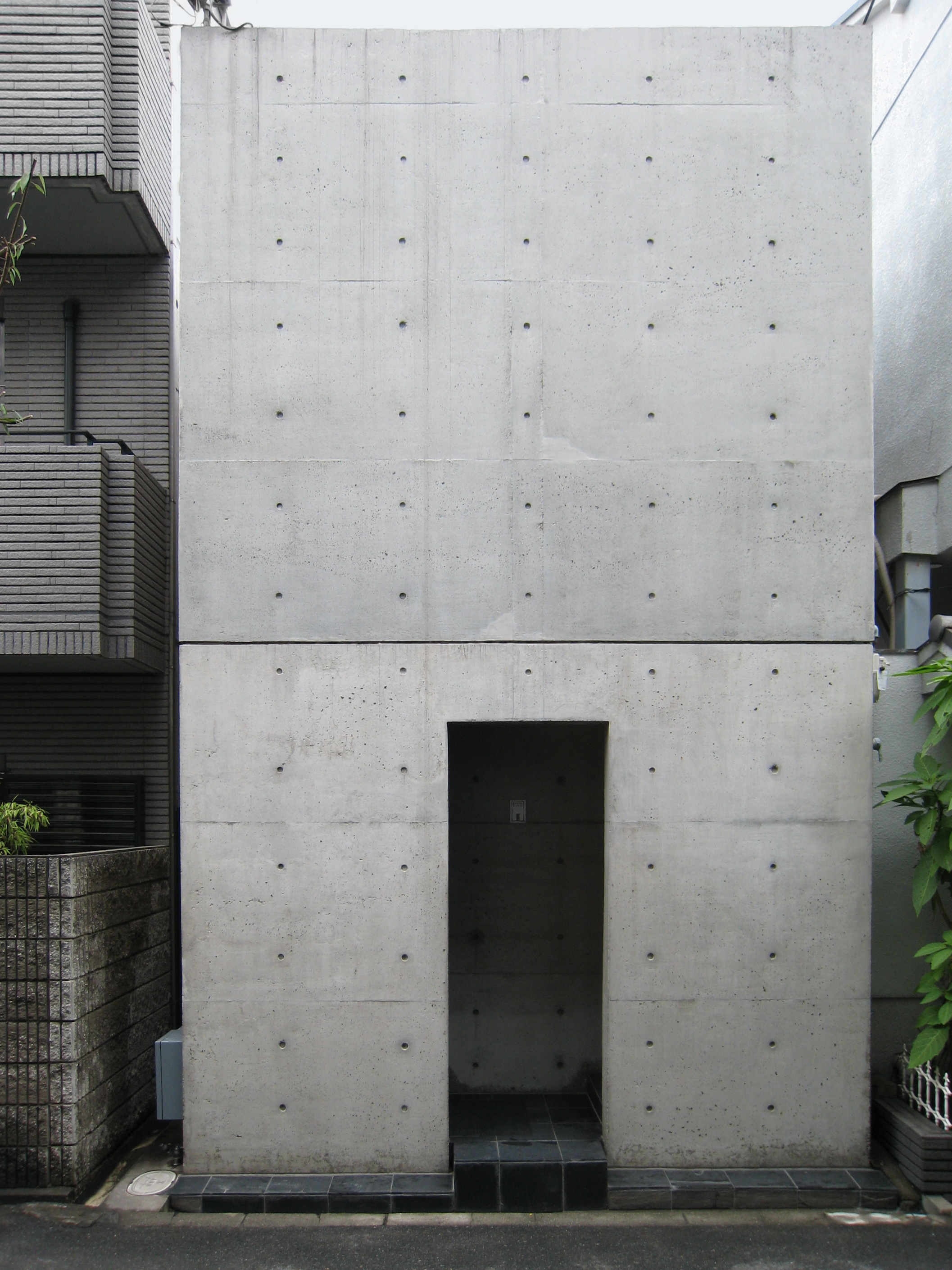
Дом Адзума
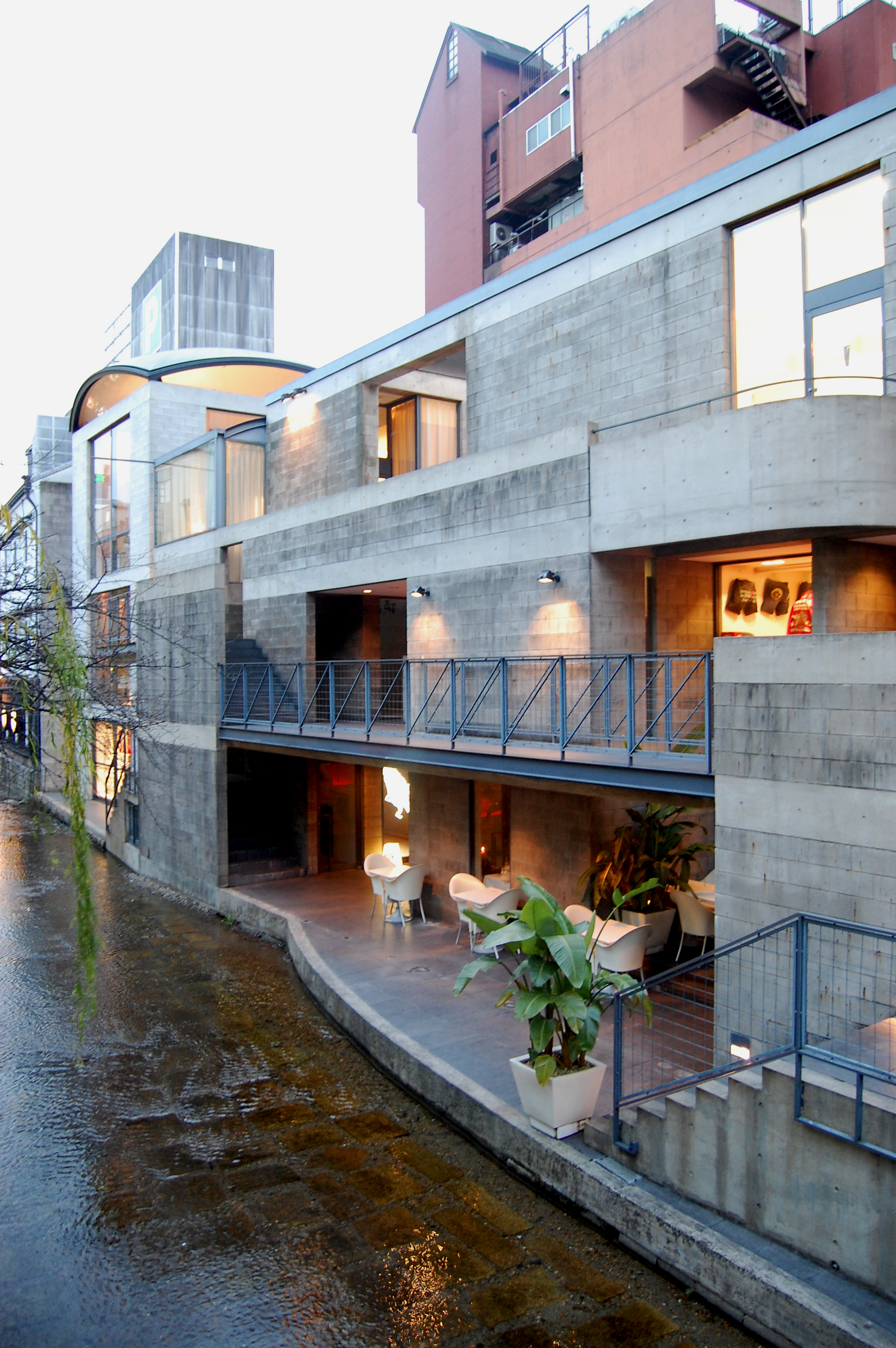
Галерея «Таймс» в Киото
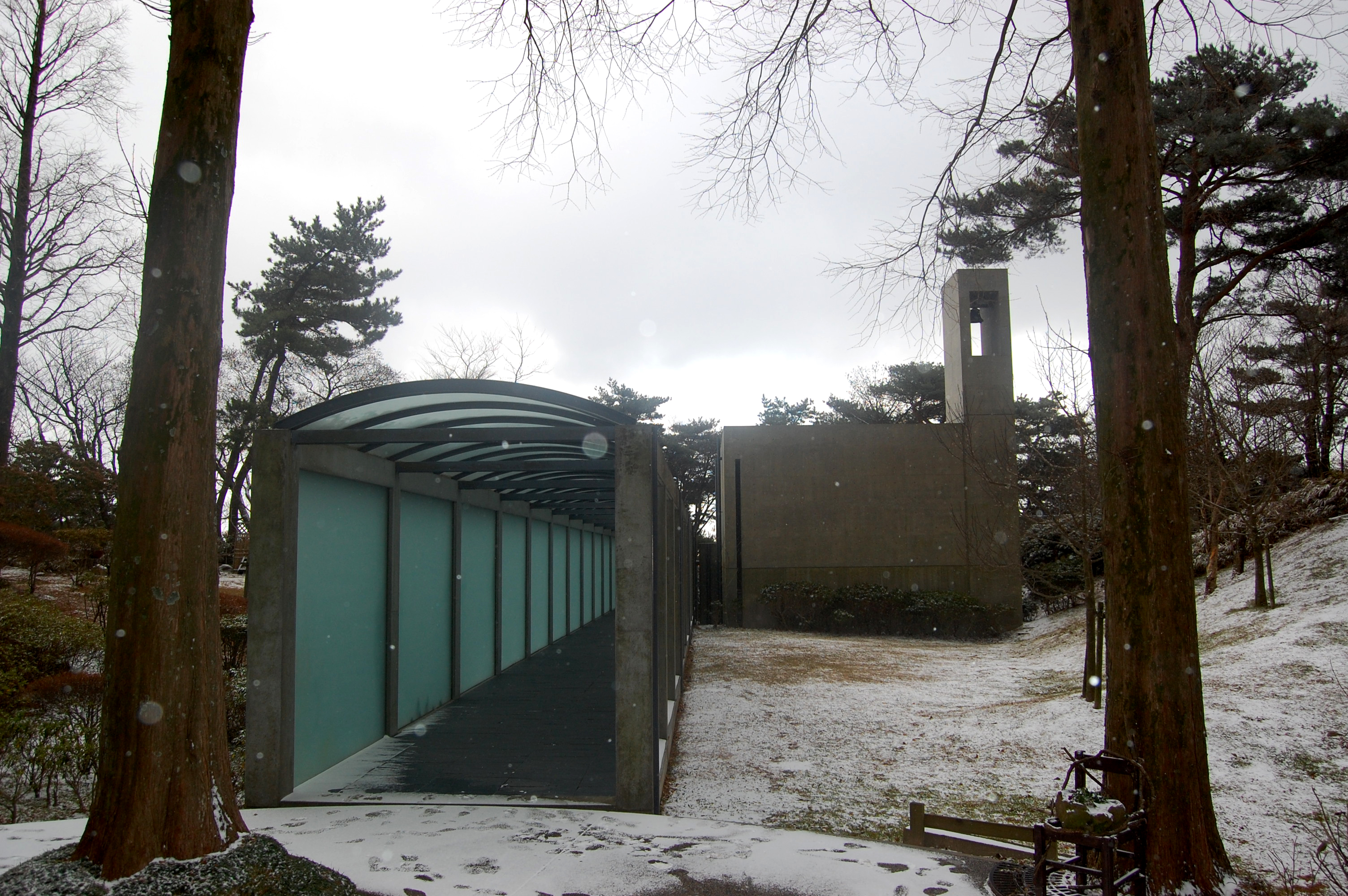
Церковь ветра на горе Роккё, 1986
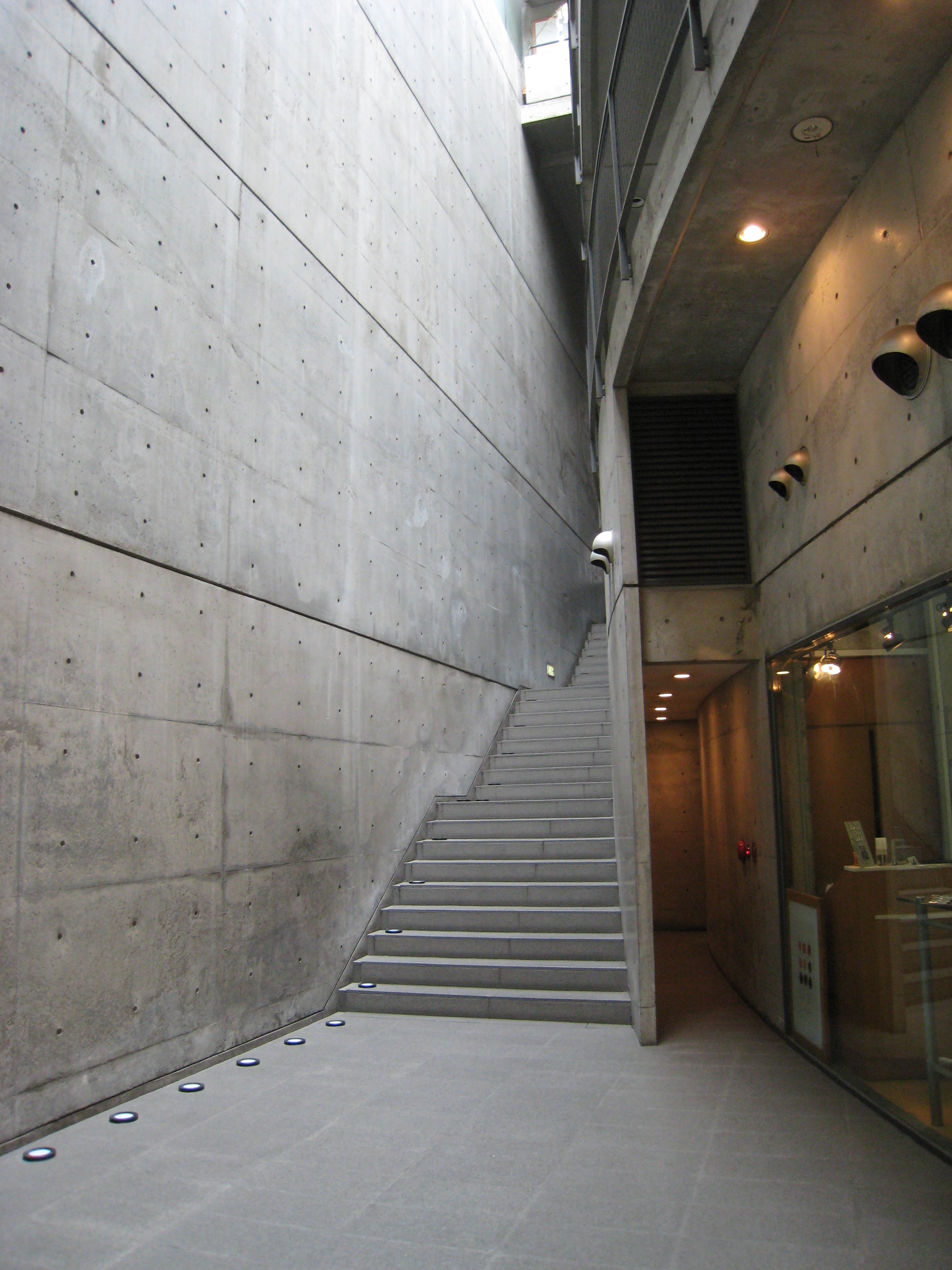
Галерея Акка
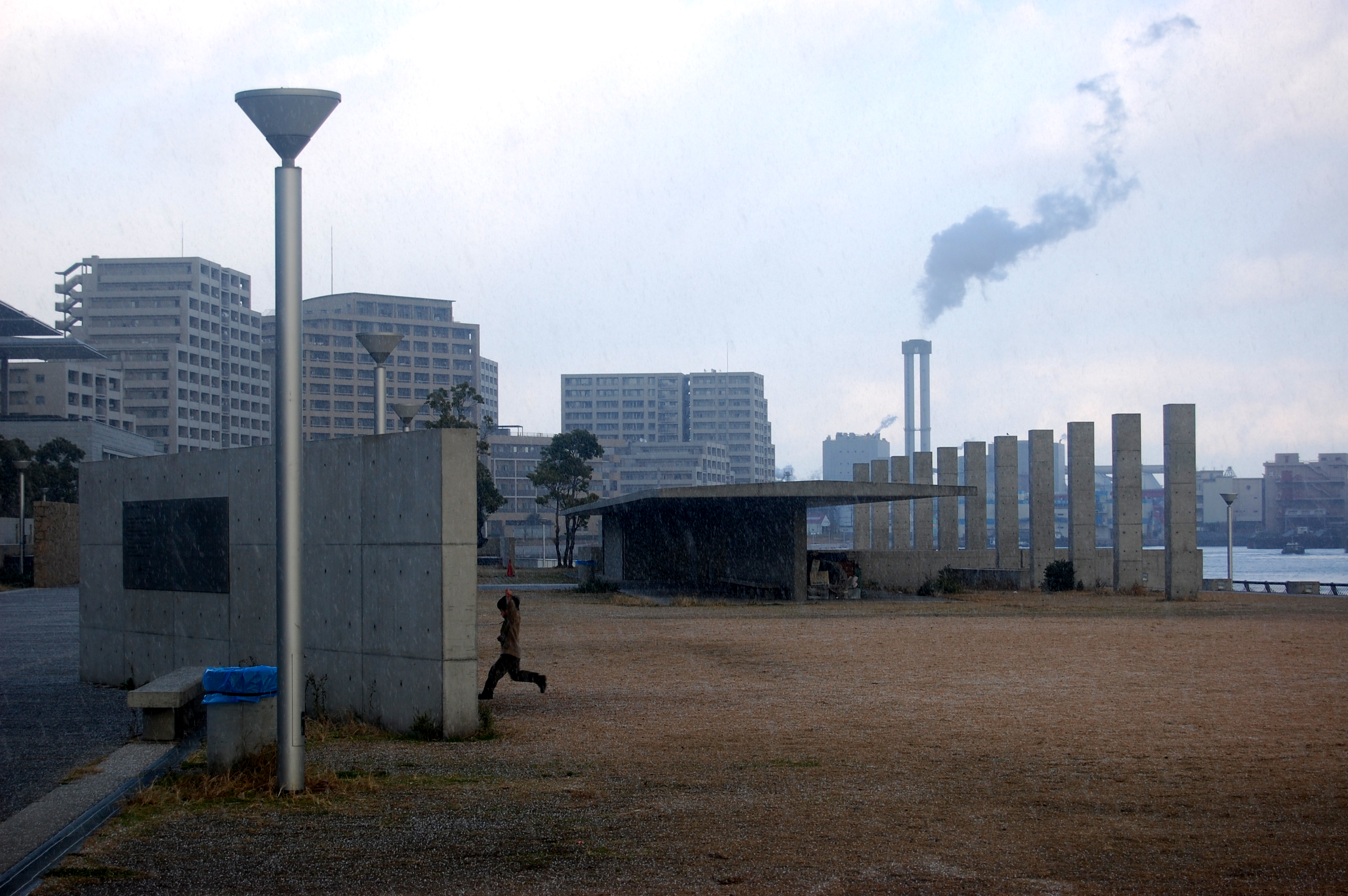
Waterfront Plaza в Кобэ
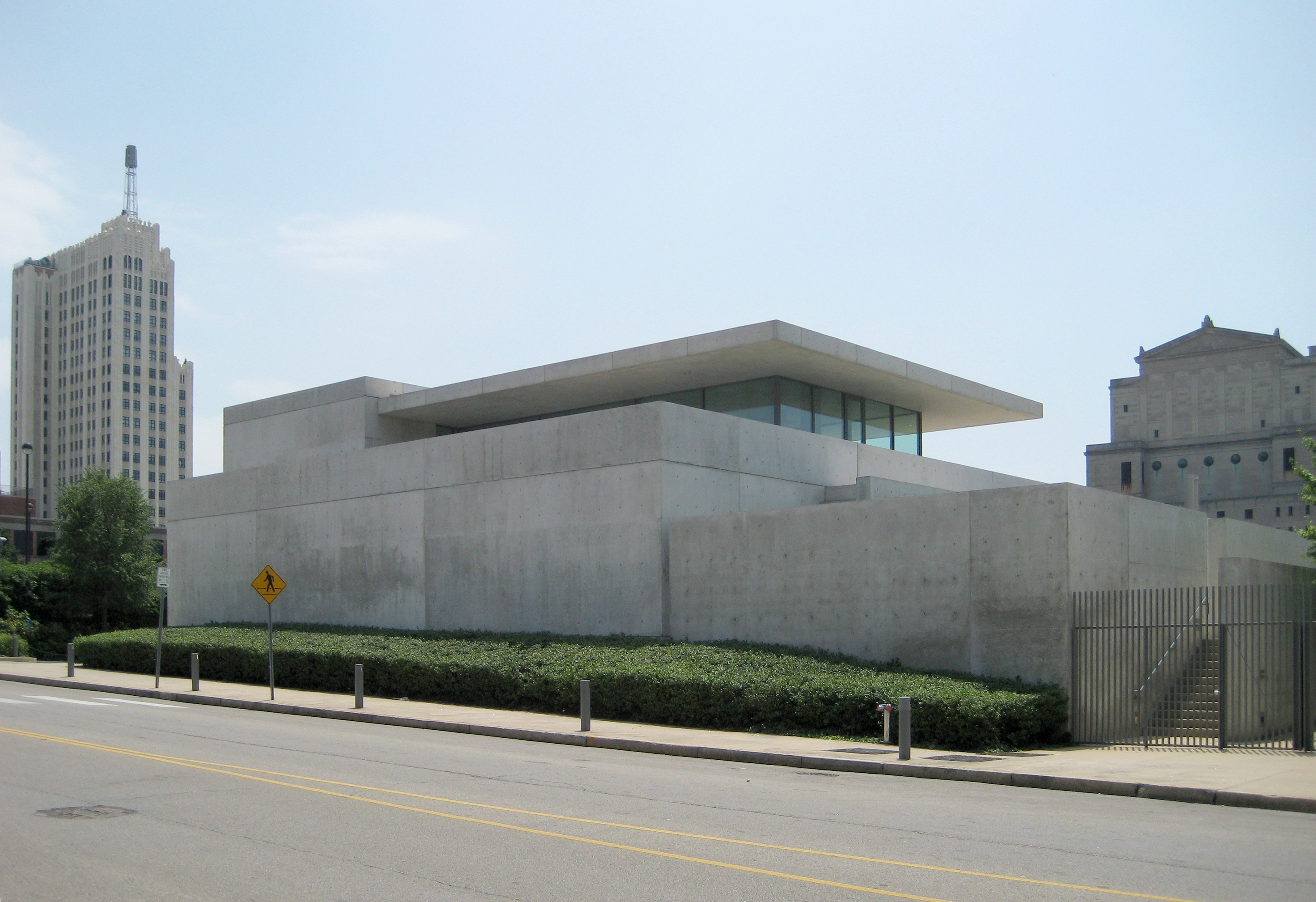
Пулитцеровский центр искусств в Миссури
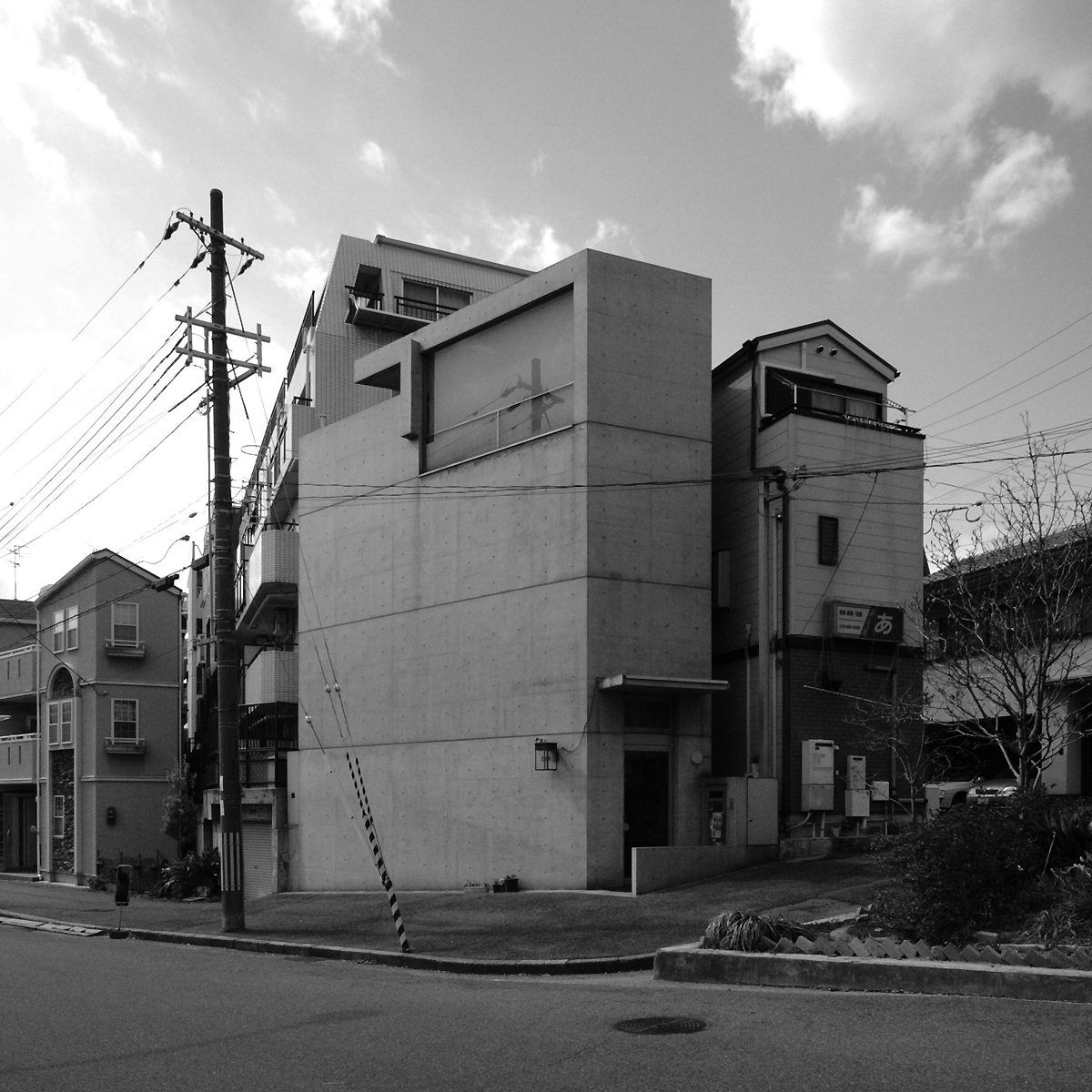
Галерея Нода
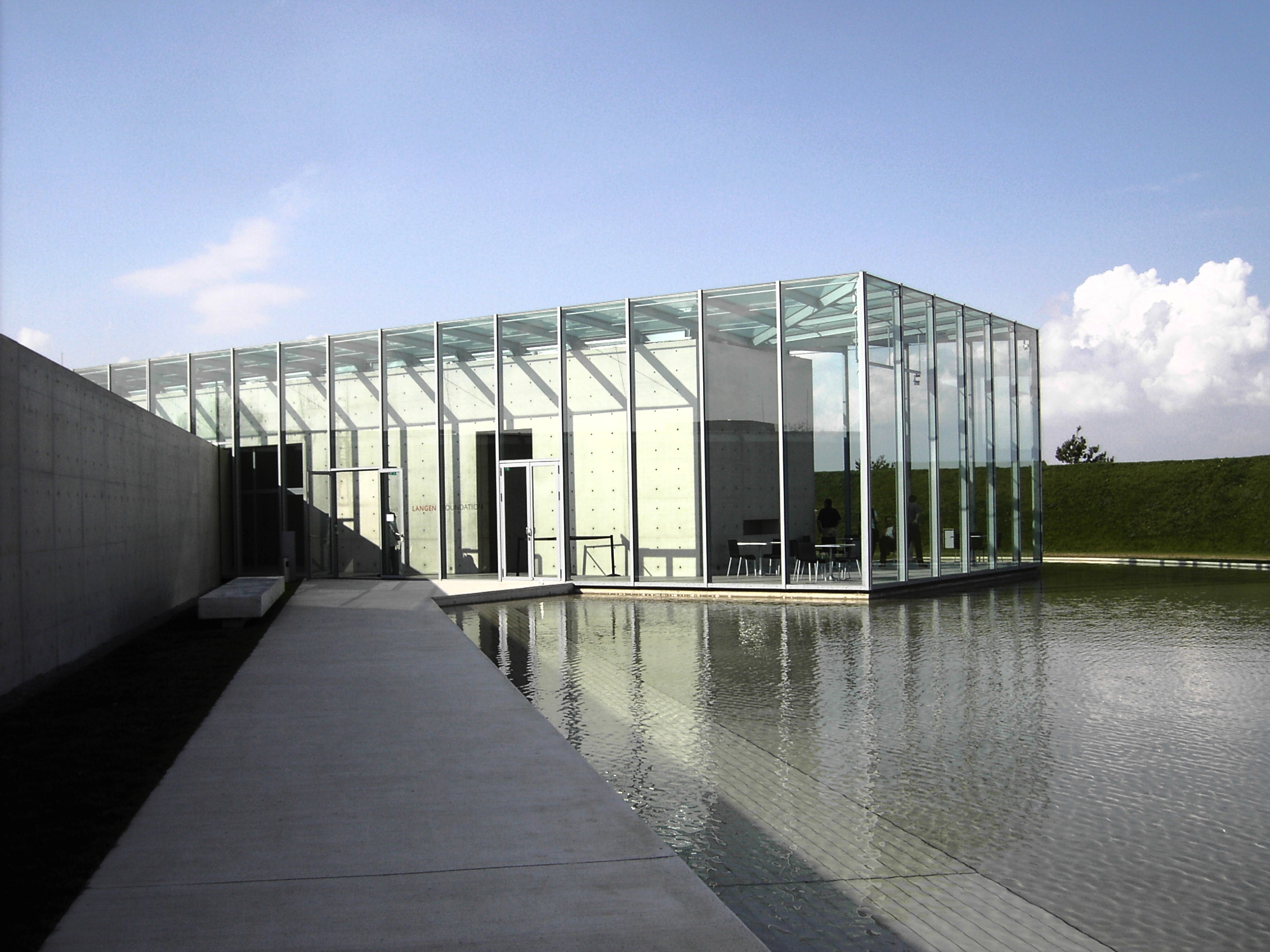
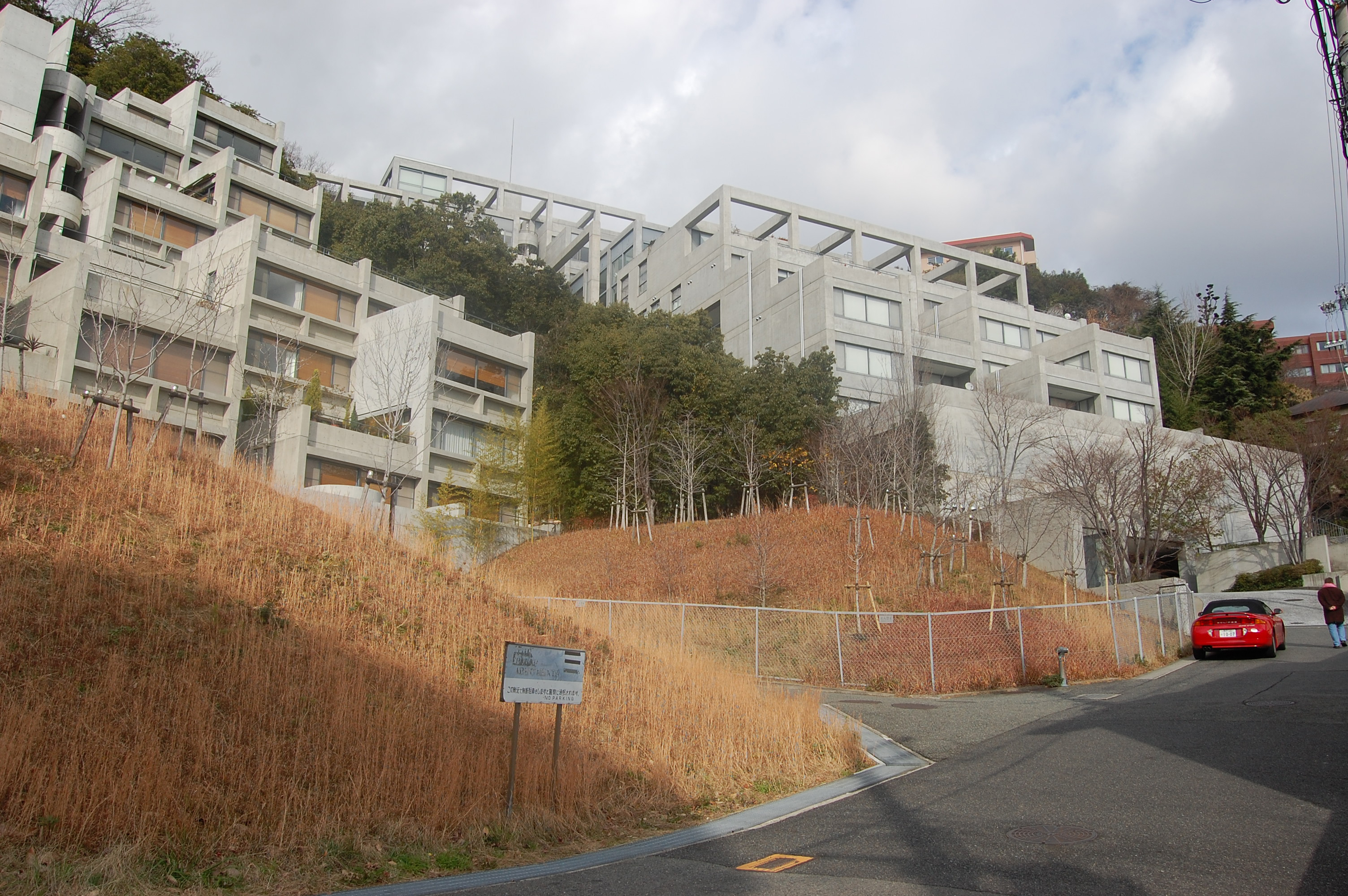
Комплекс Рокко, Кобэ
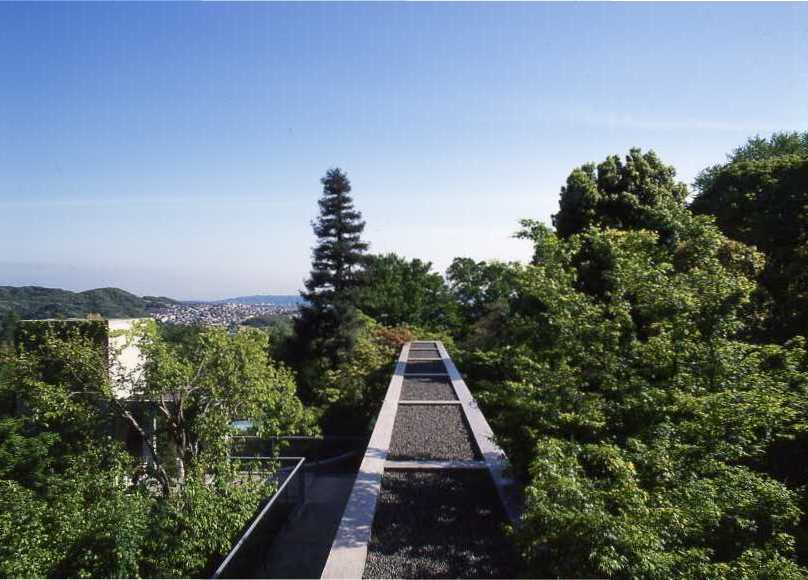
Музей искусств в Киото